# Ficus pallescens
Ficus pallescens är en mullbärsväxtart som först beskrevs av G.D. Weiblen, och fick sitt nu gällande namn av C. C. Berg. Ficus pallescens ingår i släktet fikonsläktet, och familjen mullbärsväxter. Inga underarter finns listade i Catalogue of Life.